# Herschdorf
Herschdorf is een plaats en voormalige gemeente in de Duitse deelstaat Thüringen en maakt deel uit van de Ilm-Kreis.
De gemeente maakte deel uit van de Verwaltungsgemeinschaft Langer Berg tot deze op 6 juli 2018 werd opgeheven. Herschdorf werd hierop opgenomen in de Verwaltungsgemeinschaft Großbreitenbach. Deze werd op 1 januari 2019 werd opgeheven toen alle gemeenten van het samenwerkingsverband werden opgenomen in de gemeente Großbreitenbach. Herschdorf is een plattelandsdorp, waar ook wel woonforensen met een baan in omliggende plaatsen wonen.

## Geboren in Herschdorf
- Nicolaus Vetter (1666-1734), componist en organist

Allersdorf · Altenfeld · Böhlen · Friedersdorf · Gillersdorf · Großbreitenbach · Herschdorf · Neustadt am Rennsteig · Wildenspring · Willmersdorf